# 凯瑟琳·肯扬

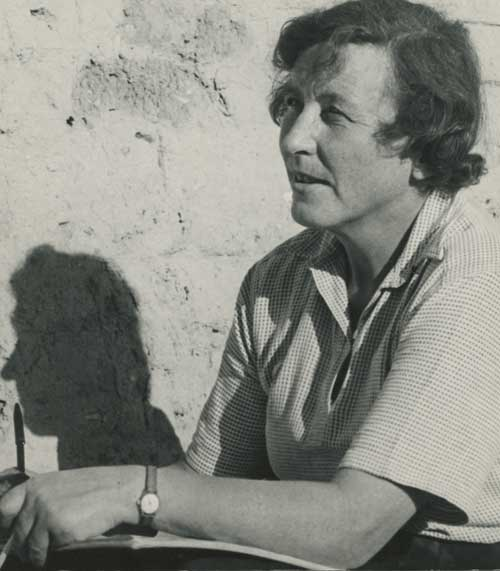
凯瑟琳·肯扬

凯瑟琳·玛丽·肯扬 DBE FBA FSA （1906年1月5日 - 1978年8月24日）是英国一位專門研究新月沃土新石器时代文化的考古学家。 1952年至1958年期間參與發掘古代杰里科遺址。 她于1962年至1973年期間担任牛津大学圣休学院院长。